# HD 147018 c
HD 147018 c es un planeta extrasolar, un gigante gaseoso que orbita la estrella de estrella de tipo G HD 147018, situada aproximadamente a 140 añoz luz en la constelación del Triángulo Austral. Tiene una masa de como mínimo seis veces y media la de Júpiter y orbita en una órbita intermedia entre la Tierra y el Sol. El planeta está unas ocho veces más lejos que su hermano HD 147018 b. Fue descubierto el 11 de agosto del 2009 usando el método de la velocidad radial.